# 舊雷德羅克普萊斯 (加利福尼亞州)
舊雷德羅克普萊斯（英語：Old Red Rock Place）是位於美國加利福尼亞州門多西諾縣的一個非建制地區。該地的面積和人口皆未知。

## 地理
舊雷德羅克普萊斯的座標為39°47′35″N 123°26′31″W / 39.79306°N 123.44194°W，而該地的平均海拔高度為549米（即1798英尺）。